# 大安镇 (广安市)
大安镇，是中华人民共和国四川省广安市广安区下辖的一个乡镇级行政单位。

## 行政区划
大安镇下辖以下地区：
新兴社区、大兴村、福城村、南桥村、尖山村、建国村、小岩村、飞凤村、夏家村、葛麻村、司马村、向家村、回龙村、大碑村、大埝村和马道村。